# Groupe de NGC 5907
Le groupe de NGC 5907 comprend au moins cinq galaxies situées dans la constellation du Dragon. La distance moyenne entre ce groupe et la Voie lactée est d'environ 15,0 Mpc (∼48,9 millions d'al). Toutes ces galaxies brillent dans le domaine des rayons X.
Les galaxies de ce groupe sont relativement rapprochée du Groupe local et on ne peut utiliser la loi de Hubble-Lemaître pour calculer leur distance. 

## Membres
Le tableau ci-dessous liste les cinq galaxies mentionnées selon l'ordre indiqué dans un article de Sengupta et Balasubramanyam paru en 2006. 
Ce même groupe est aussi mentionné dans un article publié par A.M. Garcia en 1993, mais la galaxie NGC 5866B n'y figure pas.
Abraham Mahtessian mentionne aussi ce groupe mais avec seulement trois galaxies : NGC 5866, NGC 5879 et NGC 5906. NGC 5906 est en réalité une partie de la galaxie NGC 5907.
| Nom             | Classification | Type                               | α (J2000.0)   | δ (J2000.0) | Vitesse radiale (km/s) | Magnitude apparente  | Distance (Mpc) | Diamètre (kal) |
| --------------- | -------------- | ---------------------------------- | ------------- | ----------- | ---------------------- | -------------------- | -------------- | -------------- |
| NGC 5866 (M102) | SA0^+          | Lenticulaire                       | 15h 06m 29.5s | 55° 45′ 48″ | 755 ± 5                | 9,9                  | 12,40 ± 3,48   | 77             |
| NGC 5879        | SA(rs)bc?      | Spirale                            | 15h 09m 46.7s | 57° 00′ 01″ | 771 ± 1                | 11,6                 | 14,62 ± 3,18   | 67             |
| NGC 5907        | SA(s)c?        | Spirale                            | 15h 15m 53.8s | 56° 19′ 44″ | 665 ± 1                | 10,3                 | 14,28 ± 2,97   | 180            |
| UGC 9776        | Im             | Irrégulière magellanique           | 15h 13m 07.6s | 56° 58′ 07″ | 837 ± 4                | 21,778 ± 0,436 asinh | 17,4 ± ? 1     | 17             |
| NGC 5866B       | SAB(rs)dm?     | Spirale intermédiaire magellanique | 15h 12m 07.2s | 55° 47′ 06″ | 841 ± 4                | 14,6                 | 16,1 ± 2,26 2  | 46             |

1 Une seule mesure

2 Deux mesures
Le site DeepskyLog permet de trouver aisément les constellations des galaxies mentionnées dans ce tableau ou si elles ne s'y trouvent pas, l'outil du site constellation permet de le faire à l'aide des coordonnées de la galaxie. Sauf indication contraire, les données proviennent du site NASA/IPAC..